# Oued Sebaa
Oued Sebaa là một đô thị thuộc tỉnh Sidi Bel Abbès, Algérie. Dân số thời điểm năm 2002 là 3.863 người.